# Serly Lajos
Serly Lajos (Pozsony, 1855. március 13. – New York, 1939. február 1.) magyar származású amerikai zeneszerző, karmester, színigazgató, Serly Antal királyi törvényszéki bíró testvéröccse.

## Élete
Bár katolikus családba született, a gimnázium I. osztályát a losonci protestáns, a II.-at a besztercebányai katolikus, a III. és IV.-et ismét a losonci gimnáziumban végezte. Apja óhajának engedve timártanonc lett, és 1868-ban a régi céhrendszer szerint legénnyé avatták. Azonban gimnáziumi tanulmányait folytatta az V. osztályt a losonci református gimnáziumban, a VI.-at Rimaszombatban, a VII-VIII.-at a pozsonyi evangélikus főgimnáziumban, ahol 1875-ben érettségi vizsgát tett.
Időközben, nem remélvén apja beleegyezését, kétszer szökött el a színi pályára, először 1869 nyarán; bejárta gyalog Zólyom, Besztercebánya, Rózsahegy, Liptószentmiklós városokat, míg végül rátalált Gerő Jakab színtársulatára; második kisérlete Pozsonyból történt, 1872-ben, szintén gyalog: Rohrau, Sopron, Szombathely, Vasvár, Zalaegerszeg városokban; apja azonban visszavitte Pozsonyba, ahol a színház operaelőadásai és a székesegyház zenés miséi megkedveltették vele a zenét és elhatározta, hogy zenész lesz. A pozsonyi székesegyház karnagyánál Mayerbergnél tanult; Budapesten Volkmann Róbertnél folytatta és a bécsi konzervatóriumban Krennél befejezte zenei tanulmányait; majd a klagenfurti színház karmestere lett.
Hazájába visszavágyván, Sztupa Andor színtársulatához Brassóba szerződött, és működött Kézdivásárhelyt, Szebenben; közben a boszniai hadjárat következtében mint egyéves önkéntest mozgósították; az egy évet Losoncon szolgálta ki. Ezután Berlinbe ment, ahol a Liebig-féle filharmonikus zenekarral magyar hangversenyeket rendezett. Ekkor kezdett zenei szakcikkeket írni. Berlinből Szabadkára ment Erdélyi Marietta társulatához; innét a kolozsvári nemzeti színházhoz szerződött és végül a budapesti Népszínházhoz. Megalapította az óbudai Kisfaludy Színházat, amelynek igazgatója is volt; de ezzel megbukott, anyagilag is tönkrement. Zenetársulatával bejárta (még Káldy előtt) Magyarországot.
1898-ban Magyarországról Londonba vándorolt ki, 1905-ben pedig az USA-ban telepedett le. New Yorkban zenei vezetője volt a Rédey István vezetésével létrejött első félhivatásos magyar színháztársulatnak, itt zeneszerzőként és karmesterként is működött Feleky Károllyal együtt. Kacsóh Pongrác: János vitéz című daljátékának előadása volt első nagy sikerük 1905. december 17-én. Lányai, Serly Etus és Irén szintén a társulat tagjai lettek.
Zeneművei az Amerikában élő magyarok körében népszerűek voltak. Fia, Serly Tibor Bartók Béla halála után Bartók 3. zongoraversenyét fejezte be (utolsó 17 ütemét) és a Brácsaverseny hangszerelését.
1939. február 1-én, New Yorkban halt meg. Másnap a The New York Times adott hírt a volt Liszt Ferenc-tanítvány, zeneszerző, karmester haláláról.

## Főbb művei
- A tót leány
- Cigány Panna
- Ingyenélők
- Csókon szerzett vőlegény
- Titilla hadnagy